# 蛇窪信号場
蛇窪信号場（へびくぼしんごうじょう）は、かつて東京都品川区にあった、日本国有鉄道東海道本線（品鶴線）と山手貨物線（大崎支線）の信号場である。
現在も設備自体は以前と変わらず存在し利用されているが、大崎駅構内の扱いとなっている。正式な信号場ではないが運転上重要な設備であるため、ダイヤグラム（列車運行図表）や運転士が携帯する行路表には現在でも信号場と同様に記載されている。

## 歴史
- 1934年（昭和9年）12月1日：大崎支線の開通時に開設[1]。
- 1965年（昭和40年）7月：廃止、大崎駅構内に併合[1]。

## 構造
品川駅より西大井駅方向に約3.1 km（旧目黒川信号場からは1.8 km）にある。品鶴線から西大井方を見ると、横須賀線などの列車が走行する品鶴線に、湘南新宿ラインなどの列車が走行する大崎支線が左側から合流する。品鶴線・大崎支線ともに複線であるが、本設備は平面交差で合流しているため、西大井→大崎方向の列車と品川→西大井方向の列車はお互いに運転を支障する（同時通行不可）。現状の平面交差を立体交差化することにより解消することは、近接して大井町線の高架と都道420号のアンダーパスがあるため困難であり、品鶴線と大崎支線の立体交差付近に品鶴線上り線と大崎駅を結ぶ短絡線を建設する構想が検討されている。

## 周辺
- 本設備のほぼ真上を東急大井町線が横切っており、下神明駅も至近である。

## その他
- 蒸気機関車が使用されていた頃は、付近に転車台が存在しなかったため、東京駅→（東海道本線）→品川駅→（山手線）→大崎駅（折り返し）→（東海道大崎支線）→蛇窪信号場（折り返し）→（東海道品鶴線）→品川駅→（東海道本線）→東京駅という経路で蒸気機関車の向きを変えていた。同じ方法で客車時代の特急「はと」・「つばめ」の展望車が常に最後尾に連結される仕組みになっていた。この方向転換回送は俗に「蛇窪廻し」などと言われた。
- 以前は合流地点の南側に渡り線があり、当信号場での折り返し運転が可能であったが、現在は渡り線は撤去されており、折り返し運転はできなくなっている。

## 隣の施設
東日本旅客鉄道（JR東日本）
東海道本線（品鶴線）
品川駅 - （旧・目黒川信号場） - 旧・蛇窪信号場 - 西大井駅
山手線（大崎支線）
大崎駅 - 旧・蛇窪信号場 - 西大井駅